# Cousinia behboudiana
Cousinia behboudiana là một loài thực vật có hoa trong họ Cúc. Loài này được Rech.f. & Esfand. mô tả khoa học đầu tiên năm 1950.